# Renart Suleymanov
Renart Suleymanov, né le 27 juillet 1937, est un tireur sportif soviétique.

## Carrière
Renart Suleymanov participe aux Jeux olympiques de 1968 à Montréal et remporte la médaille de bronze dans l'épreuve du pistolet feu rapide à 25m.